# Le roi boit (Jordaens, Vienne)
Pour les autres tableaux de Jordaens sur le même sujet, voir Le Roi boit (Jordaens).
Le Roi boit ou Le Festin du roi des haricots (en allemand : Fest des Bohnenkönigs) est un tableau peint à l'huile par l'artiste flamand Jacob Jordaens vers 1640-1645. Il est conservé au musée d'Histoire de l'art de Vienne.

## Sujet
Le tableau représente la fête de l'Épiphanie, célébrée le 6 janvier, lors de laquelle la galette des rois est servie aux convives. Celui qui tombe sur la fève qu'elle contient est proclamé le roi des haricots et dirige les festivités. Les commensaux crient alors : « Le roi boit ! Vive le roi ! », d'où le nom du tableau.

## Description
Une compagnie bruyante célèbre l'Épiphanie dans une salle. Jeunes et moins jeunes, hommes et femmes, chacun s'est vu attribuer un rôle par le roi (deux notes sont encore par terre). Le roi de la fête porte une couronne et porte un verre à ses lèvres. Sa cour salue cet acte par l'exclamation traditionnelle : « Le roi boit ! »
Les visages tordus trahissent une ivresse exubérante. Le goûteur au-dessus du roi accomplit sa tâche avec dévouement. Le docteur de la fête, à gauche (reconnaissable à la note sur son chapeau), a déjà trop bu et vomit dangereusement près du panier de nourriture.
Un cartouche dans le haut du tableau contient le texte moralisateur NIL SIMILIVS INSANO / QVAM EBRIVS (« Rien ne ressemble plus à un fou qu'un ivrogne »).

## Analyse
L'œuvre est une pièce de genre comme Jordaens en a fait beaucoup. Les figures sont savamment agencées, comme pour une Dernière Cène. Plusieurs corps des personnages sont raccourcis.

## Perm
Un tableau similaire est accroché à la galerie nationale d'Art de Perm. Il est attribué par le musée à l'école de Jordaens.

## Sur le même sujet
Jordaens a créé plusieurs versions du tableau.

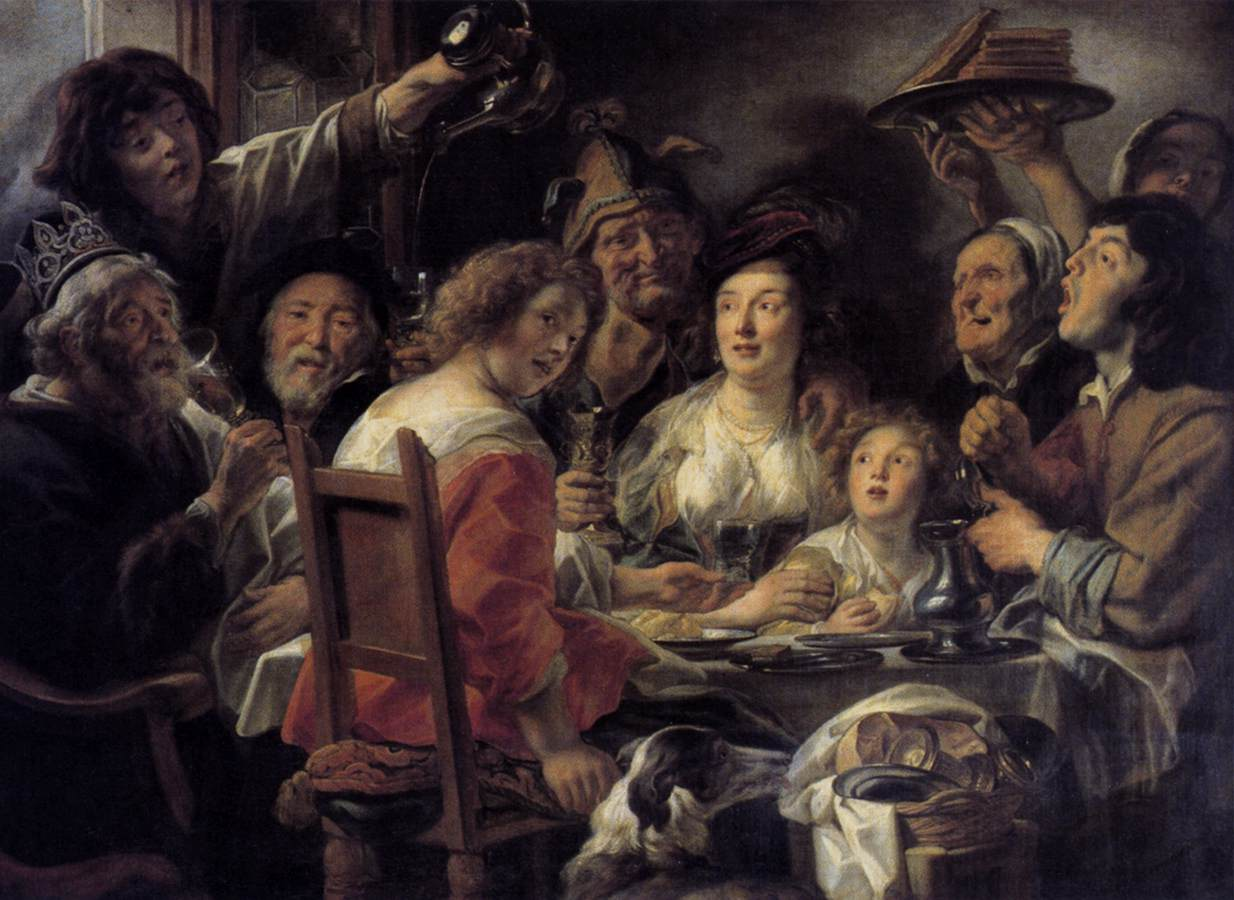
Version du Louvre
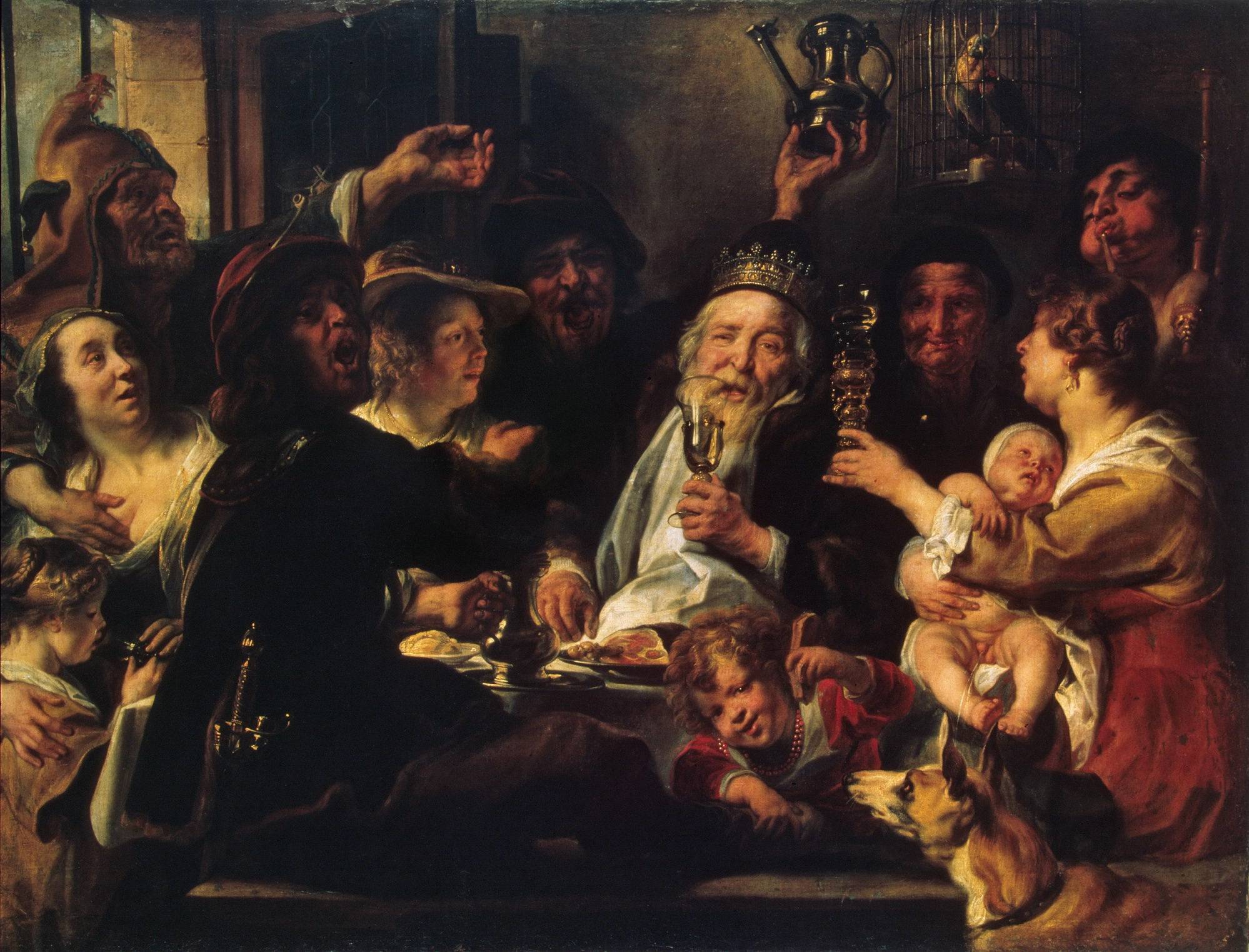
Version du musée de l'Ermitage
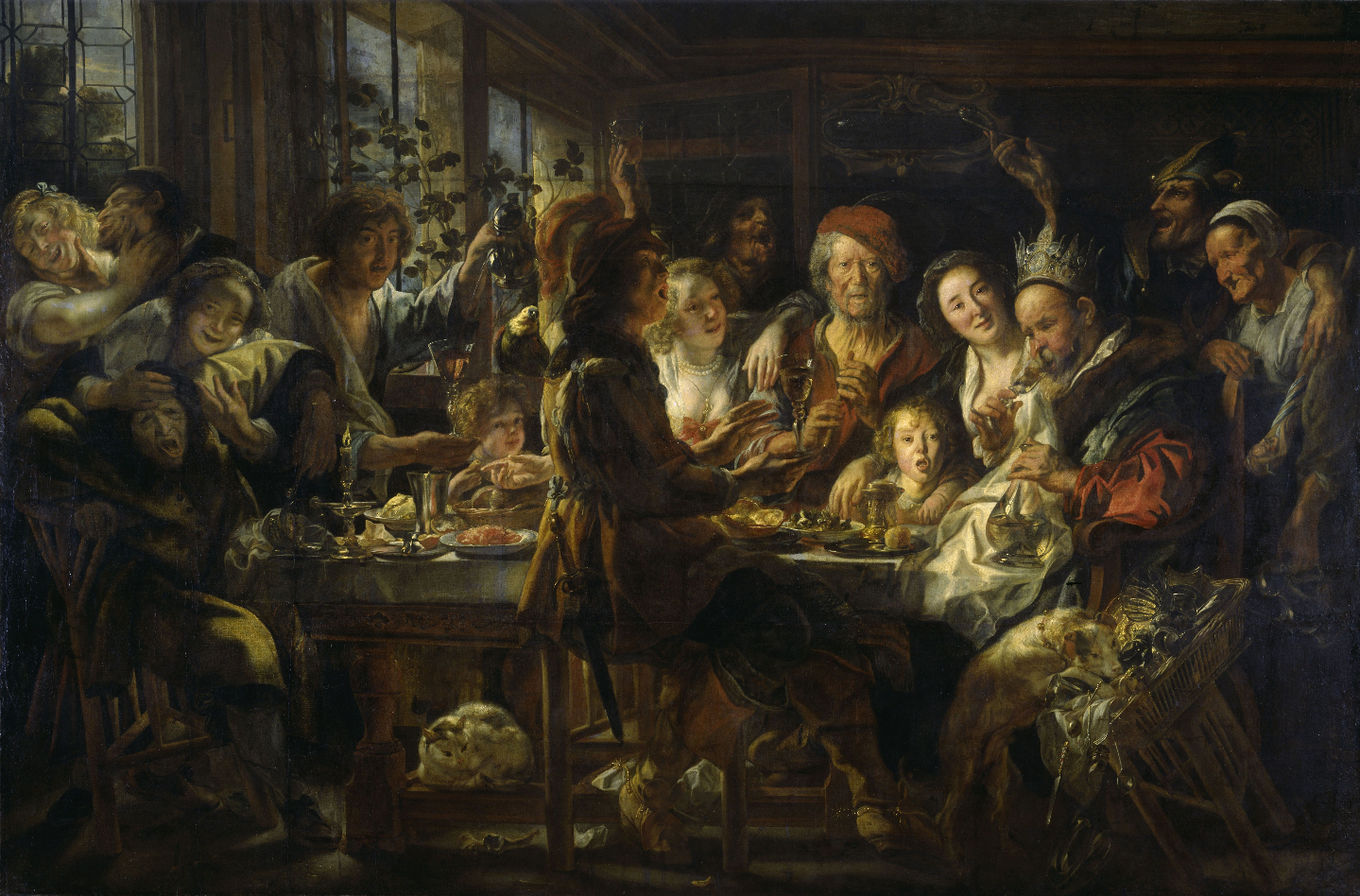
Version du musée de Cassel
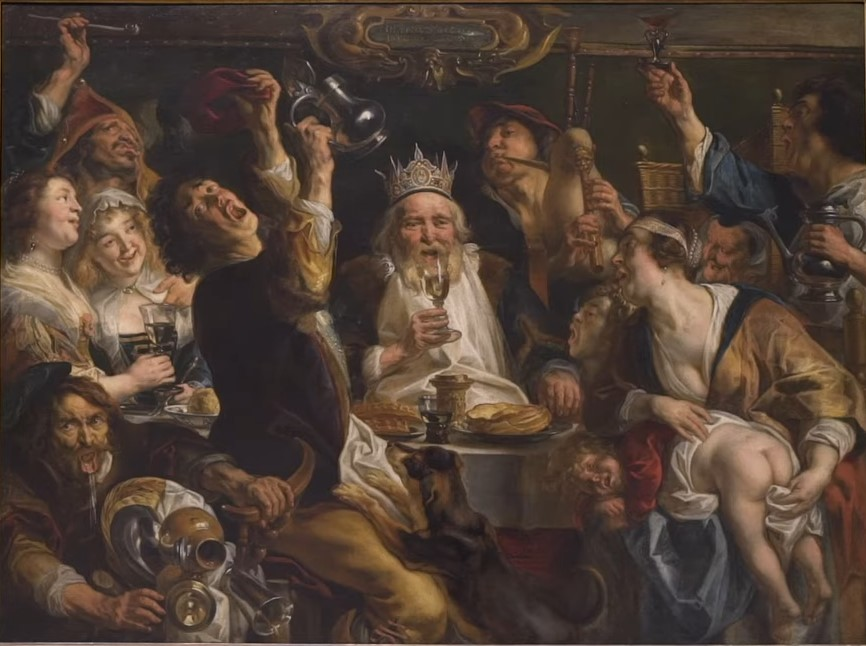
Version des musées royaux des beaux-arts de Belgique